# Doomed Megalopolis
Doomed Megalopolis (яп. 帝都物語 Тэито: моногатари, «Столичная история») — OVA-сериал в жанре ужасов, созданный в 1991 году режиссёром Ринтаро на студии Madhouse на основе романа Хироси Араматы — Teito Monogatari, опубликованного Kadokawa Shoten в 1985—1989 годах. Сюжет касается только части оригинального произведения и рассказывает о том, как в 1907 году тёмный колдун Ясунори Като приходит в Токио, чтобы разбудить могущественного демона Тайра-но Масакадо.

## Сюжет
Токио непрерывно растёт как мегаполис, где находятся свет и тьма. Рассказчик говорит, что в эпоху Хэйан Тайра-но Масакадо хотел создать утопию в Канто и восстал против императора. После смерти его дух остался в столице как онрё. Кто нарушает покой, на тех он насылает проклятие. Масакадо стал демоническим стражем Токио в течение тысячи лет. Однако нашёлся человек, который захотел уничтожить город. Так началась столичная история.

### The Haunting of Tokyo
Ясунори Като заходит во двор министерства финансов и в первый раз пытается разбудить спящего Масакадо, но безуспешно. На улице его заинтересовала Юкари Тацумия, чтобы использовать её в качестве медиума. Из Киото поездом прибывает Ясумаса Хираи, мастер-оммёдзи и глава клана Цутимикадо. Вместе с последователями он замечает сикигами. Като отбрасывает Камо на железнодорожный тупик. Хираи в ответ направляет вагон, но без толку. На встрече Эйити Сибусава обсуждает план улучшения Токио и получает совет успокоить местных духов, в том числе на знаменитом холме. За бюджет отвечает финансовый служащий Ёитиро Тацумия, брат Юкари.
Като приходит за ней, показывая сцену землетрясения и протягивая руку. Хираи успевает отбить девушку. Старик полагает, что раньше она видела смерть. Тацумия скрытно вспоминает, как в детстве душил сестру. Дзюнъити Нарутаки волнуется за её состояние. Они встречаются, молятся вместе, затем Юкари смеётся и убегает. Нарутаки поглощают чёрные фамильяры. Идёт детская игра: птица кружит, журавль и черепаха встретятся, нужно угадать, кто сзади. Юкари узнаёт себя в кругу друзей. Вместо брата появляется Като, который даёт «талисман от зла» изо рта. Она упала на лестницу и потеряла сознание. Ёитиро не покидают мысли об удушении, поэтому он бьёт проститутку и вцепляется ей в шею, но получает в ответ смех, и от этого его тошнит. Комиссия решает, как строить здания — в высоту или под землю, Торахико Тэрада агитирует за второй вариант. Юкари внезапно ночью ушла из дома. Като взял её на лодку для ритуала, однако Хираи ждал его на берегу реки и остановил. На вопрос, зачем похитил девушку и кто он, человек в военной форме ответил: Ясунори Като, проклинающий столицу. Они оба колдуны, свет и тьма. Хираи хочет отомстить за Камо, направив сикигами, но они размазываются в кровь, а враг исчезает, применяя технику кимон тонко. Проходивший рыбак находит выброшенную Юкари, ей становится плохо, из рта выползает желудочный червь с половым членом. Порождение зла побеждено народным камнем и магией мастера. Медицина оказалась бессильна.
Медсестра сказала, что пришло время принимать «лекарство»: одна женщина целует другую. Хираи намеревается провести обряд очищения. Като предупреждает, что завтра заберёт Юкари. Клан Цутимикадо начинает церемонию в особом месте, запечатанном волшебством. Здание атакуют демонические вороны. Нарутаки и Камо сражаются снаружи. В теле медсестры оказался насекомоподобный паразит, который выполз через спину и плевался кислотой. Чудовище поразило нескольких адептов, но было остановлено. Като использовал тварь в качестве кислотной бомбы, чтобы разрушить строение и унести девушку. В отчаянии Хираи взял лук с освящённой стрелой и во имя оммёдо поклялся не отпустить противника живым. Удар был зеркально отражён, тяжело ранив старика. Като забрал Юкари, как и обещал. Теперь Токио познает тысячелетнюю силу проклятий.

### The Fall of Tokyo
Като использует Юкари Тацумию для пробуждения Масакадо, вталкивая ей проклятый шар между ног и запуская к гробнице с помощью сикигами. Спящий дух в гневе ответил женскими устами, чтобы сон не тревожили. Предложение о сотрудничестве отклонено. Поэтому Като решил дождаться появления дочери и ушёл. Нарутаки в отчаянии. Ёитиро думает о чести семьи и душит больную сестру, раздевает и занимается сексом. В ту ночь случилась скверна.
Хираи после поражения был сломлен. Камо выяснил прошлое Ясунори Като: старший лейтенант пехотных войск, погиб во время боевых действий. Родился в деревне Рюдзин, префектура Вакаяма, откуда происходит и клан Цутимикадо, а один из основателей — Эн-но Гёдзя. Недалеко на горе Коя-сан есть запретное место. Легенда гласит, что Кобо-Дайси во сне услышал короля драконов Нанду и нашёл секрет. В Рюдзин жили последователи сюгэндо. Ходили разные слухи о чужаках, использовавших магию в горах. Като мог быть их потомком, ключом к пониманию его тайны является проклятие. Старик передал это в последнем письме. 30 июля 1912 года император Мэйдзи скончался. Хираи последовал за ним, совершив дзюнси. На крови появилась надпись «год Свиньи». Началась новая эпоха. План улучшения мегаполиса завернули, Тацумия пришёл в бешенство.
Наступил 1923 год. Опять звучит игра про журавля и черепаху, что слышит Юкико, дочь Юкари. Мать просыпается и кричит от кошмара землетрясения, а потом на глазах Нарутаки садистски режет рыбу, говоря об улучшении своего состояния. Объявились чёрные сикигами. Случился первый подземный толчок. Тацумия пришёл домой с работы и с вожделением увидел, как сестра моется. Появилось много змей. Тэрада встретился с Нарутаки по поводу активности в Маруноути и сказал о намерении установить сейсмограф во дворе министерства финансов. Эпицентр предположительно находится на холме Масакадо. Однако колебания также обнаружены в Даляни, это похоже на резонанс. Камо получил дурное предзнаменование, что Като возвращается. Дети зовут Юкико играть, та бежит за потерянным мячом. У игрушечного кота вытекают глаза и отрывается голова. Девочку поглощает зло, и она стала отметиной на огромном лице колдуна. Мать ничего не может поделать. Камо вытаскивает ребёнка и говорит, что настал Ки-но-То-И. Вечером он обложил холм магическими камнями. Ночью мяч повёл за собой Юкико. Нарутаки обездвижен и не успел помочь. Като плыл на лодке и был задержан фамильярами Цутимикадо, которых легко победил. В небе показался Марс. Рядом с холмом была устроена засада. Главное — отправить врага в страну мёртвых с помощью печати. Нарутаки хотел спасти девочку и разбил барьер. Камо бросил камни, чего оказалось недостаточно. Он напал с мечом, заклиная Хираи о помощи, но Като превратил его в лужу крови. Поединок закончился, Нарутаки рухнул в беспомощности. Юкико Тацумия должна поднять Масакадо. Демон вновь запретил тревожить свой сон. Като получил кинжалом в шею и удар молнии. Подземный дракон пробудился. Великое землетрясение Канто началось. Мегаполис обречён.

### The Gods of Tokyo
В храме, посвящённому богу Сома, служительница Кэйко видит во сне белого коня — посланника Масакадо. Настоятель объясняет, что пришло время сразиться с врагом и ночью провести ритуал, чтобы узнать противника в лицо. Женщина прочитала заклинание и спросила неизвестного, кто он. Ответ был: Ясунори Като, проклинающий столицу. После землетрясения 1923 года Токио был опустошён и стал похож на выжженное поле. Люди потеряли кров и впали в отчаяние. Но Эйити Сибусава призвал всех начать восстановление города, желая претворить в жизнь старый план. Также он хотел построить метро. Сначала всё шло гладко, однако обрушился свод шахты. Тацумия сообщил Тэраде, который предположил, что строители могли задеть подземного дракона, согласно китайской мифологии. Ёитиро увидел красавицу, идущую к холму Масакадо. Сибусава пригласил мастера фэншуй Сигэмару Куроду. Он говорит, что если дракон проснётся, то будет ещё более мощное землетрясение, чем раньше. Кто-то злой управляет стихией, и его нужно остановить. Тацумия знакомится с Кэйко Мэкатой, дочерью жреца храма. Они поженились.
Курода обнаружил присутствие Като. Кэйко показывает Юкико домовой алтарь. В шахте творятся жуткие вещи — рабочего засосало под землю, остальные сбежали в панике, крича о демоне. Подозрения Куроды усилились — некто использует чёрную магию подобно оммёдзи. На улице монах называет Кэйко богиней милосердия, которая защищает людей от злого бога. Закат. Юкико поёт песню и расчёсывает волосы матери. Кэйко готовит на кухне. Ёитиро возвращается с работы. Мечта, ставшая реальностью. Внезапно Юкари начинает душить свою дочь. Кэйко бежит на помощь и прогоняет демона. Като поднял жертву к потолку вниз головой и сказал, что те, кто встают у него на пути, будут убиты. Тацумия вернулся домой, а жена сказала, что ничего не случилось. Тацумия дарит ей фиолетовый зонтик из магазина Мицукоси и принимает ванну. На выходной день подарок взяла Юкари, чем Ёитиро был недоволен.
Геологическая разведка продолжается, из стены шахты сочится кровь, Тэрада фотографирует нечто зловещее. Земля содрогается. Чтобы остановить поток тёмной энергии и не сойти с ума, нужно использовать робота Gakutensoku, построенного Макото Нисимурой. Кэйко обещает Нарутаки, что подземных толчков больше не будет. Като решил похитить Юкико прямо из дома, чтобы использовать в качестве жертвы и усилить дракона. Кэйко нанесла на строение магические печати, Ёитиро раздражён, ведь жена уже не жрица. Она говорит, что он не может жить без родственников, тот просит оставить его и вспоминает прошлый грех. Робот запущен вниз, где появлялся демон. Като насылает фамильяров, это не срабатывает. Курода понимает, что является источником проклятия: в древности множество людей было похоронено заживо для успокоения чудовища. Като вызвал огромного летающего ската, атака вновь отбита. Ёитиро вмешивается, отвлекает жену и оскверняет алтарь, тем самым открыв дорогу врагу, который забирает девочку. Тацумию не покидают мысли о сестре. Противостояние разворачивается под землёй, в сердце монстра. Курода с Тэрадой взрывают робота и повреждают вены дракона. Като получает кинжалом в глаз и уходит с диким рёвом. Кэйко спасает Юкико.

### The Battle for Tokyo
Юкико решает задачу по математике и про себя напевает песню о знакомой детской игре. Мать подсказывает, как правильно. Кэйко принесла чай, а Юкари говорит, что сегодня красивая луна. Курода определяет на карте Кодзимати в районе Тиёда, где обнаружен сильный поток энергии. Он встречает Кэйко, и та отвечает, что слышит плач небес. Нарутаки и Кода Рохан идут и разговаривают о прекрасной и храброй жене Тацумии, а также об ухудшении состояния его сестры. Дома они берут листок со странной формулой. Нарутаки понял, что Юкико решала уравнение пятой степени. Тэрада вспомнил: доказательством является уравнение Эйлера — Лагранжа. Като диктовал ученице через Юкари нужные величины, в итоге получилось 4. Кэйко вмешивается и спрашивает, раз ему не удалось разбудить подземного дракона, почему он не вселяется напрямую в девочку. Ответ ей очевиден — Юкико не его дочь. Като обложил женщину зелёными червями и сказал, что она будет ненавидеть ещё сильнее и попадёт в сети зла. Конь Масакадо разрывает перевязь, и Кэйко просыпается от кошмара. Нарутаки подозревает, что Тацумия замешан в странной истории с сестрой, которая уже была на грани смерти, иначе нельзя объяснить выходки Като и её жизнь между двумя мирами. Во дворе кошка поймала птицу, но Юкико оживила и отпустила на волю, заметив Кэйко: ничто не вечно. Видения о землетрясении не покидают девочку, и она знает, что произошло с матерью.
Тэрада обсуждает с коллегами Фраунгоферовы линии и наблюдения с помощью спектроскопа. В структуре Вселенной проявляются непонятные изменения, Большая Медведица деформируется, изгиб зафиксирован Токийской астрономической обсерваторией. В Юго-Восточной Азии разразилась лихорадка, уровень моря повысился на обоих полюсах. Тэрада показывает астроному Дзюнкити Амано уравнение, решённое 13-летней девочкой. Луна приближается, нечто собирается поместить спутник в точку Лагранжа L2 и вызвать вечное полнолуние. Среднее расстояние между объектами — 384 тыс. км, если они расположатся на отрезке 0,01 а. е. и отдалятся друг от друга в 4 раза, то грядёт ужасная катастрофа. Звучит нелепо, но есть только один человек, которому нужно уничтожить мегаполис. Тацумия наливает ванну и опять вспоминает, как в детстве до полусмерти душит сестру. Жена в курсе, что он часто пропадает на работе, и готова отдать жизнь за семью. Като снял военную форму, надел демонический наряд и приступил к осуществлению плана. Луна приходит в движение, небесного дракона не остановить. В Токийском университете совет решает, что делать. Кэйко предлагает: Като должен умереть, и уходит. Ёитиро просыпается и в ярости пытается застрелить Юкари из револьвера, Юкико помешала ему, поэтому он вцепился ей в шею. Если этого не сделать, столица погибнет. Девочка называет его отцом и спрашивает, почему тот хочет убить дочь с матерью. Теперь ясно, кто виновен в случившемся. Нарутаки в гневе избивает Тацумию до крови, Рохан разнимает их.
Телескоп уже не нужен — луна занимает 9/10 небесного свода, Тэрада решает наблюдать до конца. Като притягивает спутник всё ближе. Курода указывает на карте расположение врага — северо-восток Токио, «Врата демонов». Прибывает конь Маскадо, настаёт черёд битвы. Луна отброшена. Последнее противостояние завершилось тем, что Тацумия оказалась бодхисаттвой, и злу её не победить. Проклятие утихло, Кэйко и Като исчезли. Осталась красная печать с чёрной звездой. Курода проговорил: рождённый в грехе, упокойся во мраке смерти. Большая Медведица обрела первоначальную форму. Тэрада понял, что луну остановила и вернула на прежнее место Кэйко Тацумия. 30 декабря 1927 года открылось метро между Уэно и Асакуса. Юкари с Юкико остались живы. Нарутаки спрашивает у Рохана, кем была Кэйко и получает ответ: богиней милосердия. Ёитиро вернулся к работе, но дорогой жены ему не хватало. Токио расширяется, людские желания растут, история повторяется, такова человеческая сущность. Есть силы света и тьмы, которыми что-то управляет. Надежда на спокойные времена существует. Счастливый весенний день 1928 года запечатлел Кода Рохан.

## Роли озвучивали
| Актёр           | Роль              |
| --------------- | ----------------- |
| Кюсаку Симада   | Ясунори Като      |
| Коити Ямадэра   | Дзюнъити Нарутаки |
| Горо Ная        | Ясумаса Хираи     |
| Кэйко Хан       | Юкари Тацумия     |
| Канэто Сиодзава | Ёитиро Тацумия    |
| Рэна Ито        | Юкико Тацумия     |
| Ёко Асагами     | Кэйко Мэката      |
| Кэнъити Огата   | Сигэмару Курода   |
| Эми Синохара    | медсестра         |
| Хидэюки Умэдзу  | шеф               |
| Хироюки Сато    | адепт, студент    |
| Юдзи Мати       | адепт             |
| Хисао Эгава     | рабочий           |
| Кан Токумару    | Макото Нисимура   |
| Кэн Ямагути     | Камо              |
| Коити Китамура  | Дзюнкити Амано    |
| Кодзи Яда       | Син Мэката        |
| Наоки Тацута    | Торахико Тэрада   |
| Осаму Сака      | Эйити Сибусава    |
| Сигэдзо Сасаока | Мори Огай         |
| Такая Хаси      | Норицугу Хаякава  |
| Юсаку Яра       | Кода Рохан        |
| Окабэ Масааки   | рассказчик        |
| Масахару Сато   | Кудо              |
| Кёко Тэрасэ     | проститутка       |
| Рётаро Окиаю    | предсказатель     |
| Сатико Кодзима  | девочка           |

## Музыка
| №   | Название                                       | Длительность |
| --- | ---------------------------------------------- | ------------ |
| 1.  | «Matou (Demon City)»                           | 5:18         |
| 2.  | «Violent God»                                  | 7:19         |
| 3.  | «Yoriwara (Spiritual Medium)»                  | 5:52         |
| 4.  | «Miko (Shrine Maiden)»                         | 6:18         |
| 5.  | «Ryudou (Dragon Charge)»                       | 7:29         |
| 6.  | «Imperial Capital Remodeling Plan»             | 4:06         |
| 7.  | «Shikigami (Spirit)»                           | 4:09         |
| 8.  | «Gohou Douji (Religious Belief Guardian Club)» | 5:38         |
| 9.  | «Kwannon Chikara (Power of Kwannon)»           | 7:14         |
| 10. | «Gobousei (Five-Point Star)»                   | 5:27         |
| 11. | «Uniformed Devil-man»                          | 8:02         |
| 12. | «Revival»                                      | 5:29         |

Музыка и аранжировка — Кадзухико Тояма, кроме 2, 5, 9 — Тосинобу Такимото и 7, 8, 12 — Хироси Имаидзуми.
На обложке первого издания присутствуют имена Хироси Арамата и Ринтаро, композиторы не указаны. Переиздание вышло под названием Doomed Megalopolis Original Motion Picture Soundtrack.

## Выпуск на видео
Doomed Megalopolis вышел сразу на VHS и LaserDisc, все 4 серии были доступны в 1992 году от Toei Video. Эта же компания в 2007 году выпустила 2 DVD в формате 1,33:1 (4:3) и со звуком Dolby Digital 2.0. Дополнительные материалы: оригинальные декорации Teito Monogatari (три котроткометражки Tokyo Psychic Map), интервью с Кюсаку Симадой и Ринтаро. Серии выложил для просмотра Bandai Channel.

Doomed Megalopolis: Special Edition

В США диски издала ADV Films в 2002 году. Ранее, в 1990-х годах, на фоне популярности «Акиры», OVA появилась в американских видеомагазинах, но чаще всего купить или взять напрокат можно было только первую серию The Haunting of Tokyo. Изображение полноэкранное, стандартное. Естественно, что за 10 лет с момента создания в области анимации произошли изменения. Для своего времени выглядит хорошо, гладко и приятно. Было всего несколько случаев, когда видео становилось неуклюжим и приходилось срезать углы. Передача неплохая, контрастность в порядке, цвета яркие, резкость на уровне, есть только макроблоки и небольшие пятна на плёнке. Бас хорошо сбалансирован. Звук оказался неприятным сюрпризом для любителей оригинала — только английский дубляж от Streamline Pictures, хотя чистый и качественно сведённый. На самом деле, многие были шокированы, не обнаружив японскую озвучку с английскими субтитрами. Рецензент не мог вспомнить, когда в последний раз брал в руки подобное аниме. Дополнительные материалы включали превью ADV: Devil Lady, «Стальная тревога», Rurouni Kenshin: Reflection, Gensomaden Saiyuki, Zone of the Enders, «Нуар». На обратной стороне указано возрастное ограничение 17+. Стоимость составила около 15 долларов в Best Buy. Тестирование проводилось с использованием телевизора Toshiba 36 с компонентным кабелем Cinema Series, DVD-проигрывателя Toshiba 3109, AV-ресивера Pioneer VSX-810S, акустической системы Cerwin-Vega и ТВ-тюнера Pinnacle Systems.
По просьбам зрителей, в 2003 году ADV выпустила Doomed Megalopolis: Special Edition на двух дисках. Присвоен рейтинг NC-17. Самая большая новость в переиздании заключается в том, что оно содержит оригинальную звуковую дорожку, которой не было в предыдущем выпуске. Это сделано, чтобы удовлетворить пуристов, считающих дубляж ересью. Японский громче, сильнее и чётче, с лучшим разделением каналов. Воспроизведение совместимо с Dolby Pro Logic. Саундтрек в одних местах удачный, в других странный, традиционная японская музыка сочетается с гитарами и синтезаторами. Присутствуют все серии: The Haunting of Tokyo, The Fall of Tokyo, The Gods of Tokyo и The Battle For Tokyo. Цвета во многих случаях казались блеклыми, почти сюрреалистичными. В довершение всего, заметны зернистость, шум и артефакты из-за тёмного фона. Средний битрейт составляет 4,8 МБ\с, что не впечатляет. Лучшими дополнениями стали три короткометражных фильма, около 13 минут каждый, в первом была историческая справка и путеводитель по Токио. Это очень интересно для тех, кто хочет больше узнать о прошлом столицы. Во втором — рассказ о Токугаве и его планах относительно Эдо. В третьем исследуется тёмная сторона представлений о защитниках города. Также на втором диске 15-минутное интервью с японским режиссёром и актёром озвучивания, трейлеры. В комплекте бумажный вкладыш. На обложке DVD изображено зловещее лицо Като на фоне крови и молнии, поражающей здание, слева внизу стоят Юкари и Юкико. Показ осуществлён на HDTV Panasonic PT-50LC13 50" LCD RP, DVD-плеере Panasonic RP-82 Progressive Scan codefree, AV-ресивере Sony STR-DE835, c компонентным кабелем Monster, акустической системой Sony.
9 ноября 2021 года, в честь 30-летия сериала, состоялась премьера на Blu-ray от Media Blasters. Издатель отмечает, что Doomed Megalopolis впервые представлен в HD-качестве. Присутствуют японская и английская звуковые дорожки с субтитрами. В 2023 году сериал был показан по японской телесети AT-X.

## Отзывы и критика
Джонатан Клементс и Хелен Маккарти в энциклопедии обратили внимание, что землетрясение 1923 года встречается во многих аниме, включая «Уроцукидодзи. Легенда о сверхдемоне», Oshin и Haikara-san ga Tooru. Оригинальный роман Хироси Араматы — это японский пересказ «Дракулы» Брэма Стокера. По книге были сняты фильмы Tokyo: The Last Megalopolis (1988) и Tokyo: The Last War (1989). Несмотря на то, что сериал тяжёлый и медленный, в нём много хороших моментов, в частности, хорошо проработанный инцест (отсылка на богов Идзанами и Идзанаги) и сюрреалистическая палитра. Последние серии напоминают «Омена», поскольку Юкико борется со своей предполагаемой судьбой — дитя Дьявола, хотя финал — чистое аниме, с галлюциногенными видениями и массовым уничтожением в стиле «Акиры». OVA наполнена историческими отсылками. Ясунори Като родом из того же места, что и Абэ-но Сэймэй. Офицер эпохи Мэйдзи погиб на русско-японской войне в бою у Дальнего и вернулся на фоне подъёма национализма после поражения России и расцвета «тёмной долины» милитаризма 1920-х годов. Показаны многие знакомые достопримечательности Токио. В 1940 году Япония готовилась ко Второй мировой войне и отмечала тысячу лет со дня смерти Масакадо, демонического стража столицы. Также Като является предшественником М. Байсона из Street Fighter II и террориста в фильме «Полиция будущего: Восстание».
Аниме, как и Tokyo: The Last Megalopolis, представляет собой смесь городских легенд и фэнтезийного ужаса, в котором Капра встречает Ардженто в восточном стиле. Дизайн отсылает к работам Ханса Гигера, это сюрреалистический и готический кошмар, где силы тьмы проявляются в лавкрафтовских пропорциях. Демонические существа показаны в покадровой анимации Харрихаузена. Одна из сильных сторон в том, что у Японии долгая история, полная духов, героев и инопланетных культурных аспектов, чуждых американцам. В США показывались различные мультсериалы, от Astro Boy до «Спиди-гонщика», Star Blazers и «Роботека», которые были переделанной версией первоисточника. Рецензенту DVD Talk нравился почти каждый выпуск, за исключением хентаев, где демоны насиловали женщин — «такое обычно привлекало извращенцев». Doomed Megalopolis заставил вздрогнуть. Самая большая жалоба в том, что если бы сериал отредактировали до фильма, он мог быть намного интереснее, поскольку сюжет касался исторических персонажей. 175 минут утомляют, что убивает часть драмы. Для людей, не являющихся поклонниками старых аниме или ужасов, это стоит только оценки «пропустить».
Doomed Megalopolis создавался под влиянием японской истории и фольклора, а также фильмов ужасов предыдущего десятилетия. На протяжении 1980-х годов были популярны слэшеры («Кошмар на улице Вязов», «Пятница, 13-е», «Восставший из ада»), кино о зомби («Зловещие мертвецы», «Возвращение живых мертвецов», «Демоны») и боевики с кровавыми эффектами («Чужие», «Хищник»). Позже «Звонок», «Шестое чувство», «Клетка» с абсурдным оформлением и «Другие» сделали упор на мистику и психологию, чтобы передать атмосферу страха, в отличие от простой резни. Ринтаро выступает в роли режиссёра, и его вкус очевиден: глубокие, мрачные сверхъестественные темы и переплетение судеб. Во многих смыслах аниме эффектно, но слишком тревожно. Темп намного лучше, чем в большинстве работ Ринтаро. Анимация неидеальная — некоторые персонажи слишком похожи друг на друга. Саундтрек впечатляет. Лучшее и худшее проявляется в ужасе. Некоторых зрителей это не испугает из-за традиционной формулы «убийца, выскакивающий из шкафа». Однако, аниме более страшное, чем «Ди: Охотник на вампиров», Boogiepop Phantom или «Хеллсинг», жуткое от начала до конца: «На самом деле, редкие произведения заставляют чувствовать мурашки по коже». Поклонники жанра должны быть довольны. Сериал не содержит порнографии, хотя не предназначается для лиц моложе 18 лет. Проблемы заключаются в оккультизме и девиантном сексуальном поведении. Главным персонажем является злодей Като, все остальные не имеют значения: «у хороших парней нет индивидуальности». Конец довольно слабый, скорее отговорка, чем настоящее завершение. Поэтому дать итоговую оценку сложно.
Anime-Planet рекомендует к просмотру похожие аниме: Wicked City, Angel Cop и Demon City Shinjuku.